# Adolfas Ramanauskas

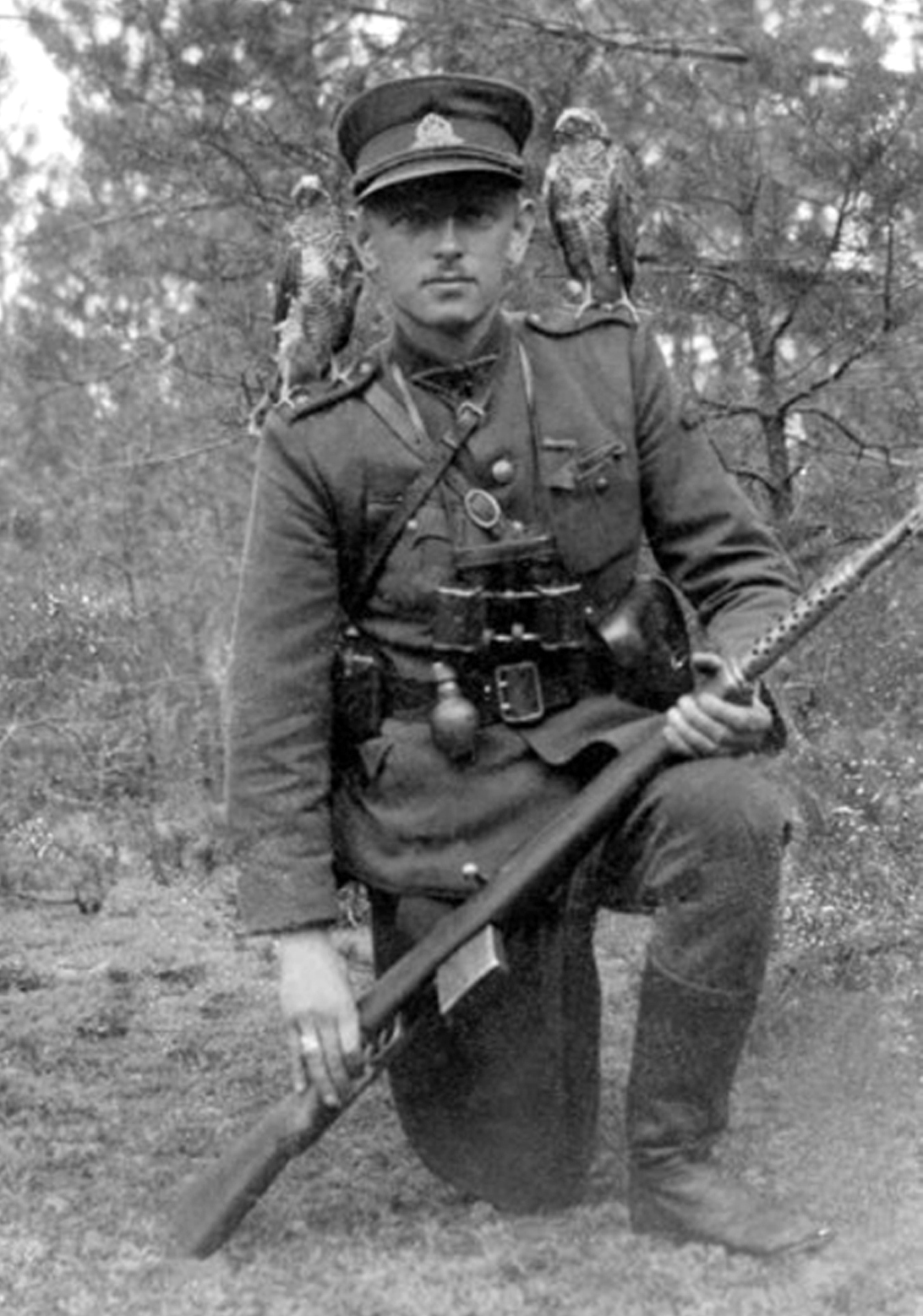

Adolfas Ramanauskas-Vanagas (* 6. März 1918 in New Britain (Connecticut), USA; † 29. November 1957 in Vilnius) war ein litauischer Partisanenführer.

## Leben
1921 kam  Ramanauskas' Familie nach Litauen zurück und erwarb Landbesitz. 1936 absolvierte Adolfas Ramanauskas das Motiejus-Gustaitis-Gymnasium in Lazdijai und danach das Studium am Pädagogischen Institut Klaipėda. Danach absolvierte er die Kriegsschule Kaunas. Von 1940 bis 1945 lehrte er am Lehrerseminar Alytus.
Nach der sowjetischen Okkupation wurde Adolfas Ramanauskas Partisan. Er leitete eine Einheit in Nemunaitis und im Sommer 1945 Batalion Merkinė und 1946 die Merkys-Einheit. Im Herbst 1947 leitete er den Dainava-Bezirk und ab 1948 das Gebiet Südlitauen und kämpfte in der heutigen Rajongemeinde Alytus. Ab 1949 war er Stellvertreter von Jonas Žemaitis-Vytautas. 1950 wurde er Partisanen-Oberst. Er schrieb danach ein Buch „Daugel krito sūnų…“

## Verhaftung, Folterung und Tod

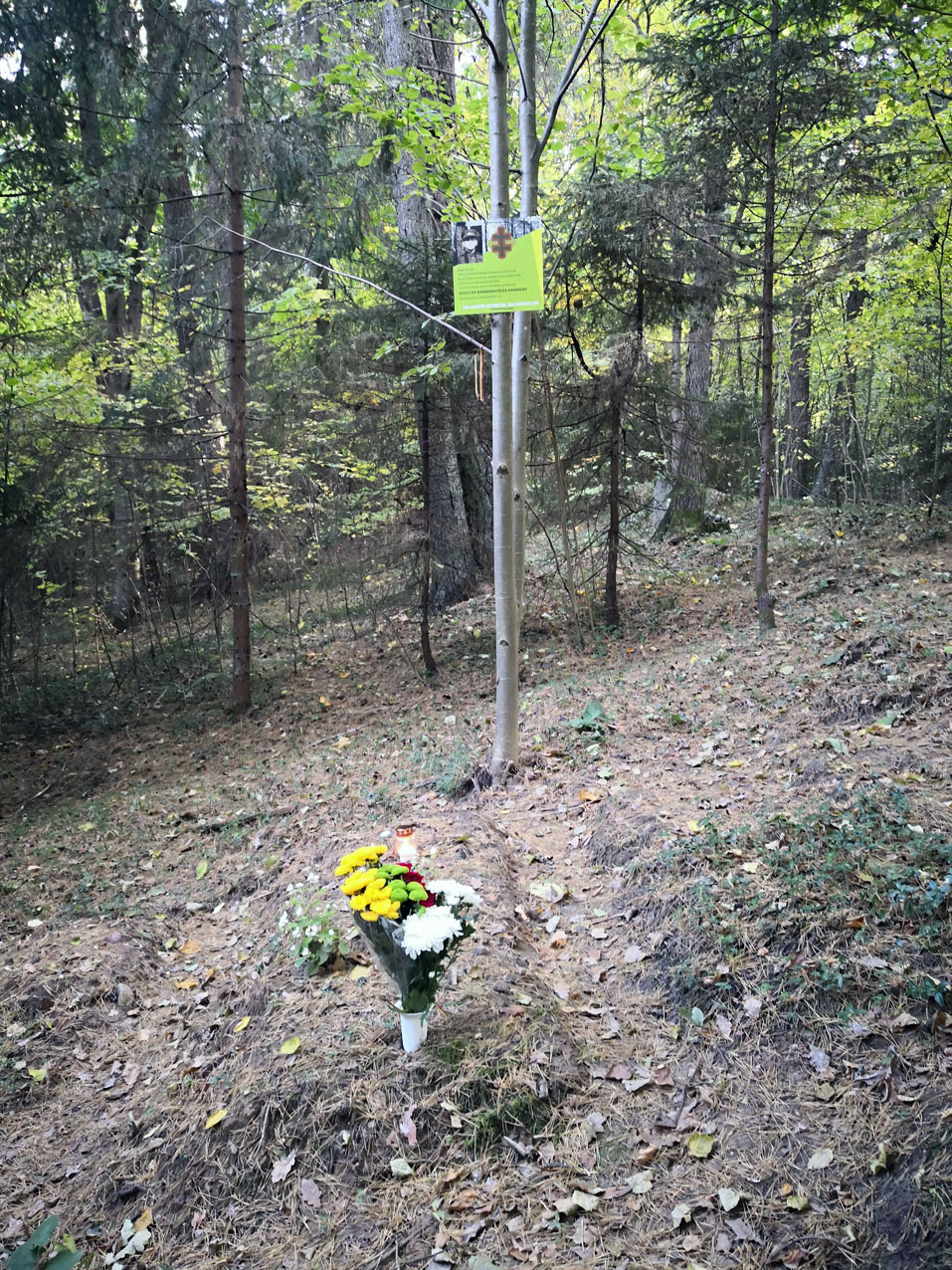
Früheres Grab im Naslaiciu-Friedhof

1956 wurde Adolfas Ramanauskas mit seiner Frau in Kaunas verhaftet und saß im KGB-Gefängnis in Sowjetlitauen. Dort wurde mehrmals von den ersten Stunden des Verhörs brutal gefoltert. Nach mehreren Stunden des Verhörs wurde  Ramanauskas in einem sehr ernsten Zustand in ein Gefängniskrankenhaus gebracht. Die sowjetischen Sicherheitskräfte befürchteten, dass der Verdächtige nicht überleben würde. Nach Meinung der Wissenschaftler aufgrund der Untersuchungen seiner Überreste, anstatt ihn zu verhören, war es nur ein Angriff von Hass und Wut, was ihn zum Schwerverletzten machte.
In dem von den Gefängnisärzten vorgelegten Bericht heißt es: „Fragen werden nicht unbewusst durch periodische Krämpfe der Muskeln des Gesichts und der Gliedmaßen des gesamten Körpers beantwortet. Puls kaum wahrnehmbar, niedriger Blutdruck (60/40). Der Patient ist ganz blutig“. In der Tiefe der rechten Augenhöhle wurden sechs Stichverletzungen festgestellt, die durch ein scharfes Stechwerkzeug verursacht wurden. Experten zufolge verlor Ramanauskas-Vanagas nach solchen Verletzungen die Sehfähigkeit des rechten Auges. Der geheime KGB-Untersuchungsakt erwähnt auch Genitalverstümmelung, zahlreiche Blutergüsse und Prellungen im Bauchbereich, eine Schnittwunde am dritten Finger der linken Hand. Spätere anthropologische Untersuchungen zeigten sechs Stichwunden und fünf Stichwunden in der rechten Augenhöhle. Die Größe der Verletzungen betrug 2 bis 5 Millimeter, was darauf hinwies, dass sie durch dasselbe Werkzeug, einem kleinen Stechwerkzeug, verursacht sein konnten.
1957 verurteilte ihn das sowjetische LTSR Aukščiausiasis Teismas zum Tode. 
Ein Begnadigungsschreiben wurde einen Monat nach Bekanntgabe des Todesurteils verfasst. Gleichzeitig wurden weiterhin Folterungen durchgeführt, obwohl es keinen Sinn mehr gab, ihn zu foltern, weil die Strafsache und   das Verhör schon beendet waren. Die Maßnahmen jeglicher körperlicher Wirkung waren damals schon ab 1953 verboten. KGB schrieb in den Akten: Selbstverletzung. Wenn man die KGB-Methoden kennt, hatte es keinen Sinn mehr, eine Person zu foltern, weil das Gerichtsurteil schon ausgesprochen wurde.
Nach seiner Kränkung und Exekution wurde Adolfas Ramanauskas heimlich im Našlaičių-Friedhof bestattet. Seine Überreste wurden mit Chemikalien zersetzt. Erst 2018 wurde sein Grab gefunden und im Herbst 2018 wurden seine  Überreste mit einem Staatsakt im Friedhof Antakalnis beigestattet.

## Familie
Ramanauskas war verheiratet. Mit seiner Frau Birutė Mažeikaitė hatte er die Tochter Auksutė Ramanauskaitė-Skokauskienė (* 1950), jetzt eine litauische Politikerin.

## Würdigung

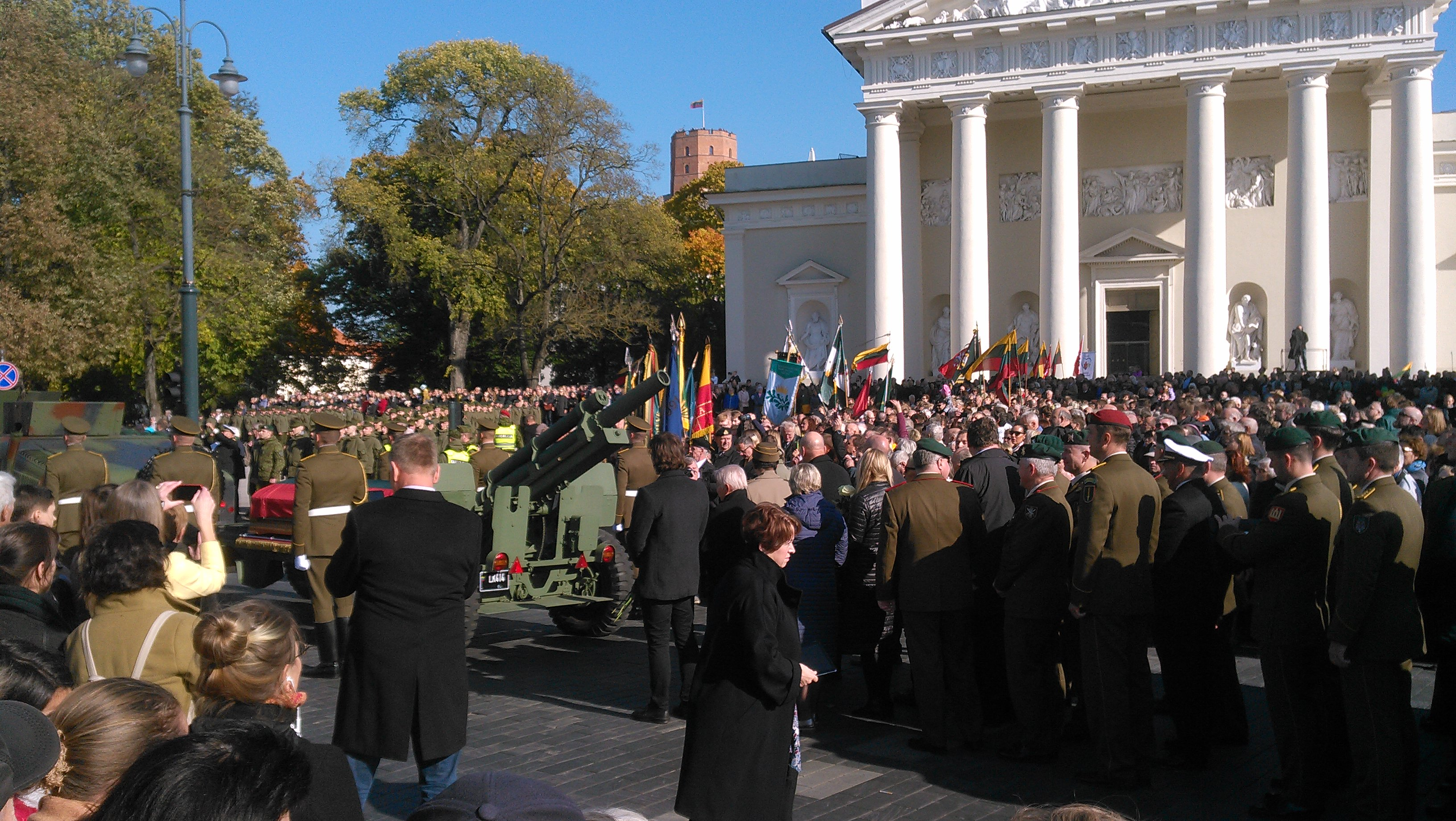
Staatliche Ehrung im Kathedrale St. Stanislaus und auf dem Kathedralenplatz Vilnius, 2018

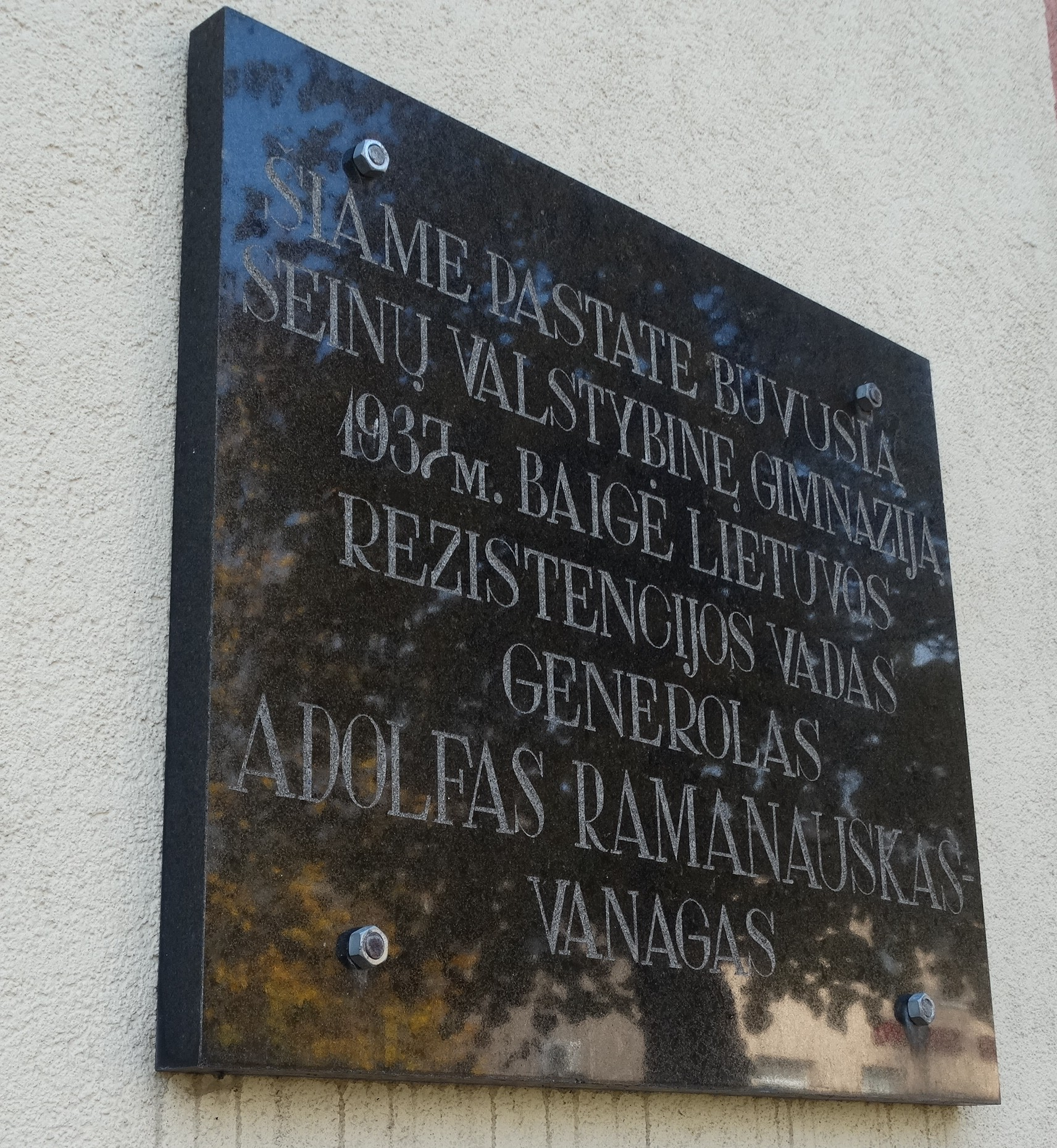
Memorialtafel

Seit 1994 trägt eine Mittelschule in Alytus seinen Namen (seit 2010 das Adolfas-Ramanauskas-Vanagas-Gymnasium Alytus, lit. Alytaus Adolfo Ramanausko-Vanago gimnazija).
Im Jahr 1998 wurde ihm posthum der Rang eines Brigadegenerals verliehen. Zudem wurden anlässlich seines 100. Geburtstages im Jahr 2018 seine Gebeine im Rahmen eines Staatsbegräbnisses umgebettet.

## Bibliografie
- Daugel krito sūnų, Mintis, 1991 m., Lietuvos gyventojų genocido ir rezistencijos tyrimo centras, 1999 m., ISBN 9986-757-15-0, 2007 m. ISBN 978-9986-757-79-5